# Isonychus piperitus
Isonychus piperitus är en skalbaggsart som beskrevs av Bates 1887. Isonychus piperitus ingår i släktet Isonychus och familjen Melolonthidae. Inga underarter finns listade i Catalogue of Life.